# 森夏枝
森 夏枝（もり なつえ、1981年7月2日 - ）は、日本の政治家。衆議院議員（1期）、京都維新の会代表を務めた。

## 経歴
愛媛県西条市出身。父親の森達正はスポーツ用品店経営の傍ら1995年より西条市議会議員を務め、2018年より「たぬき本舗」を設立し社長に就任、息子（専務）とともに経営している。
愛媛県立西条高等学校卒業。2001年に上海体育大学武術学部太極拳学科に交換留学する。2004年に鹿屋体育大学を卒業し、太極拳指導員になる。2008年に父親と「西条中央スポーツクラブ」を設立運営。2009年には内閣府の「世界青年の船」事業に参加した。
2011年の愛媛県議会議員選挙では西条市選挙区から無所属で立候補するも落選。
2012年に維新政治塾を卒業。同年の第46回衆議院議員総選挙では愛媛3区から日本維新の会公認で立候補するも落選。
2014年の第47回衆議院議員総選挙では愛媛4区から維新の党公認で立候補するが落選。
2015年の愛媛県議会議員選挙では西条市選挙区から立候補するも落選。
2016年の衆議院京都3区補欠選挙では、おおさか維新の会公認で立候補したが、次点で落選。
2017年の第48回衆議院議員総選挙では京都3区から日本維新の会公認で立候補。得票数は5候補者中4位、惜敗率26.202％、得票率10.04%であったが、重複立候補していた比例近畿ブロックで名簿上単独1位と優遇されていたため復活当選を果たした。
2021年9月中旬、地元での会合などで、次期衆議院選挙に立候補しない考えを明らかにした。
2022年1月、日本維新の会京都府総支部代表を退任（後任は堀場幸子衆議院議員）。

## 政策
- アベノミクスをどちらかと言えば評価しない[17]。
- 消費増税の先送りを評価する[17]。
- 安全保障関連法の成立を評価する[17]。
- 安倍内閣による北朝鮮問題への取り組みを評価する[17]。
- 共謀罪法を評価する[17]。
- 安倍内閣による森友学園問題・加計学園問題への対応を評価しない[17]。
- 幼稚園・保育所から大学まで教育を無償化すべきだ[17]。
- 当面は財政再建のために歳出を抑えるのではなく、景気対策のために財政出動を行うべきだ[17]。
- 財政赤字は危機的水準であるので、国債発行を抑制すべきだ[17]。
- 所得や資産の多い人に対する課税を強化すべきだ[17]。
- 治安を守るためにプライバシーや個人の権利が制約にどちらかと言えば反対[17]。
- 被選挙権を得られる年齢を引き下げるべきだ[17]。
- 外国人労働者の受け入れを進めるべきだ[17]。
- 原子力規制委員会の審査に合格した原子力発電所の再開にどちらかと言えば反対[17]。
- 選択的夫婦別姓の導入にどちらかといえば賛成[17]。
- 消費税10％に反対[17]。
- 憲法改正に賛成。改正すべき項目として、憲法改正の手続・国民の権利と義務・地方自治を挙げる[17]。

## 不祥事
- 2018年度と2019年度に森の事務所で事務局長を務める父親が党員延べ99人の党費計約20万円を肩代わりしていた。公職選挙法では寄付行為を禁じており、森は「政治団体の支払いではなく、事務局長が個人的に立て替えた」と主張し違法性はないと釈明した上で「管理がずさんだった」と述べた[18]。森はこの問題が発覚した2020年10月時点では自身の関与を否定していたが、同年12月末には一転して事務所関係者に「難しかったら名前だけでいいです」などと発言していたことを認めた。また、肩代わりした党費の回収は困難との見方を示した上で、「党員になることに財産的価値はないので、寄付行為にはあたらない」と主張し、記者会見は開かない意向を示した[19]。2021年1月18日、日本維新の会幹事長の馬場伸幸は会見で森に15日付けで党員資格停止3カ月の処分を出したことを明らかにした[20]。同年3月23日、京都市民らでつくる「日本維新の会・森夏枝被害者の会」が、森らを公職選挙法違反（選挙区内での寄付）などの疑いで京都地方検察庁に告発状を提出したと「- 被害者の会」関係者が明らかにした[21]。
- 2018年1月以降、通常は議員歳費から引き落とされる議員宿舎の家賃を、文書通信交通滞在費や党本部からの献金などが入った資金管理団体から支出していた[22]。
- 第19回統一地方選挙直前の2019年2月、同じ維新の会に所属する上倉淑敬京都府議会議員を誹謗中傷する内容の文書を作成し、京都の一部地域に郵送などの方法で頒布した[23]。森側は「森夏枝被害者の会」が公職選挙法違反（虚偽事項の公表）の疑いでこの問題を京都地検に告発したことが報じられた2021年4月時点では代理人弁護士を通して「主張されている事実の正誤についての反論や法解釈の誤りについての指摘を行っていきたいと考えております」と述べていた[24]が、同年5月には一転して「京都維新の会」の全体会議において事実を認め謝罪した[23][25][26]。日本維新の会代表の松井一郎らは森に対して口頭注意した上で、「今回の件で（京都維新の会の）代表を辞めさせることは考えていない。引き続き頑張るように。皆さんの信頼回復につとめるように」などと述べ、森を続投させる意向を示した[23]。
- 2021年2月に森が代表を務める日本維新の会京都府総支部が府選挙管理委員会に提出した2020年分の政治資金収支報告書において、支出した備品・消耗品費を33万4千円過大に計上していた。同支部は2022年6月に報告書を修正しており、支部の幹事長を務める上倉淑敬府議は「当時の会計担当者が二重計上したり、森夏枝事務所で使った支出を計上したりしていた」と説明した[27]。

### 注
1. ↑  なお、小選挙区で得票率10%（供託金没収点）を切った場合、比例代表から復活当選する権利も失われる（公職選挙法第95条の2第6項）。